# Epidendrum dendrobioides
Epidendrum dendrobioides es una especie de orquídea epífita del género Epidendrum. 

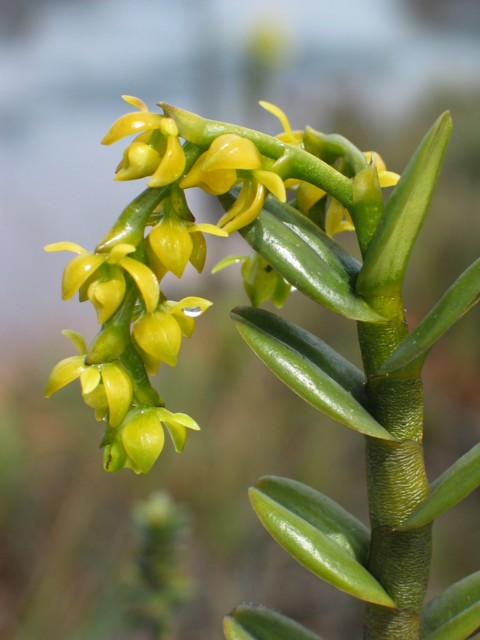
Inflorescencia

## Descripción
Es una orquídea  de gran tamaño, que prefiere el clima cálido. Tiene hábitos terrestres o epífitas con un robusto tallo, alargado, cilíndrico, como una caña que lleva muchas hojas, rígidas y carnosas, oblongas y obtusas. Florece en el invierno en una inflorescencia terminal,  simple ramificada  con muchas  brácteas florales agudas ovado-triangulares.

## Distribución y hábitat
Se encuentra en las islas de Sotavento, las Islas de Barlovento, Guyana, Venezuela y Brasil, en elevaciones de 650 a 1000 metros en las turberas y sobre los árboles.

## Taxonomía
Epidendrum dendrobioides fue descrita por Carl Peter Thunberg  y publicado en Plantarum Brasiliensium . . . 2: 17. 1818.
Etimología
Ver: Epidendrum
dendrobioides: epíteto que significa "similar a Dendrobium.
Sinonimia
- Epidendrum alsum Ridl. ex Oliv.
- Epidendrum carnosum Lindl.
- Epidendrum carnosum var. nutans Cogn.
- Epidendrum durum Lindl.
- Epidendrum durum var. parviflorum Lindl.
- Epidendrum urbanianum Cogn.[4][5]